# Zeta (sistema operacional)
yellowTAB ZETA, ou magnussoft ZETA, foi um sistema operacional desenvolvido originalmente pela empresa alemã yellowTAB baseado no sistema BeOS criado pela Be Incorporated; devido a problemas financeiros da yellowTAB, o ZETA passou a ser desenvolvido por uma equipe independente sobre a qual pouco se sabe, e é distribuído pela magnussoft.
Há muitas controvérsias a respeito do Zeta. A primeira é que ele começou a ser vendido ainda como beta a preço de um sistema comum. A segunda é que a yellowTab está trabalhando em código fechado e forçando os antigos compradores de BeOS a adquirir o sistema novamente (e não mais uma atualização). Também há uma pressão para a abertura do código fonte do Zeta por se tratar principalmente de ser desenvolvido por uma empresa pequena e integrante do Be United.
O Zeta era vendido em seu site a um preço de 99 euros. Incluía além do código BeOS 4.51 optimizado, novos programas gráficos e media players. Em 28 de março de 2007, magnussoft anunciou que suspendeu o financiamento do desenvolvimento do ZETA até março de 16, porque os números de vendas caiu muito aquém das expectativas da empresa, para que o projeto já não era economicamente viável. Alguns dias depois, a empresa também interrompeu a distribuição do ZETA em reação a denúncias de que ZETA constituiu um derivado ilegal sem licença do código fonte e binários BeOS.

## Desenvolvimento
ZETA foi um esforço para trazer BeOS atualizado, adicionando suporte para hardwares mais novos, e os recursos que tinham sido introduzidas em outros sistemas operacionais nos anos depois que deixou Be Incorporated desenvolvimento em 2001. Entre os novos recursos foram suporte USB 2.0, suporte SATA, suporte Samba, um novo media player, e localização melhorada dos componentes do sistema. Ao contrário Haiku e outros esforços de fonte aberta para recriar algumas ou todas as funcionalidades BeOS a partir do zero, Zeta foi baseada na base real código BeOS, é de fonte fechada.
ZETA contribuiu para um aumento na atividade no mercado comercial de software BeOS, com uma série de novos produtos, tanto para o BeOS e ZETA antes de serem liberados.
No entanto, alguns críticos apontam para uma lista de metas para o primeiro lançamento que não parecem ter sido cumpridos (incluindo Java 1.4.2 e suporte ODBC). Outros comentadores apontam para os erros que ainda existem do BeOS, e questionam se yellowTAB tem o acesso completo ao código-fonte que seria necessário para fazer atualizações significativas.
O sistema também sofreu pesadas críticas dos desenvolvedores BeOS para alterações não documentadas no sistema do sistema de mensagens. Essas mudanças poderiam quebrar a compilação de código, em alguns casos (principalmente Mozilla), quebrar a aplicação efetiva se as otimizações são aplicadas, resultando em muito builds mais lentas.
Controvérsia adicional veio de sua agregação ao Gobe Productive em um acordo de licenciamento que Gobe havia disputado.
YellowTAB promovido ZETA principalmente no mercado alemão, onde ele costumava ser vendido através de infomercial e RTL Shop, e no Japão ainda ser uma versão beta. Antes de Magnussoft parando a distribuição do ZETA, foi principalmente distribuídos diretamente pela magnussoft.

## Criticismo
ZETA e yellowTAB ter sido cercada de polêmica. Os críticos da yellowTAB questionado por um longo tempo a legalidade do ZETA, e se yellowTAB teve acesso legal às fontes de BeOS; sabe-se agora que yellowTAB não poderia ter desenvolvido ZETA na medida em que eles fizeram sem acesso ao código-fonte, mas subsistem dúvidas sobre se realmente yellowTAB teve acesso ao código legal ou não.
Além disso, os críticos não viram ZETA como avanço real do BeOS, mas sim como um sistema operacional incompleto e cheio de erros carregado com aplicações de terceiros que eram obsoletos, sem suporte, ou não-funcional. Isto era particularmente verdadeiro nas versões iniciais do ZETA, e foi em claro conflito com a atenção ao detalhe que representa BeOS, decepcionou a comunidade BeOS que em um ponto tinha grandes expectativas para o ZETA. Enquanto yellowTAB fez limpar a seleção de aplicativos incluídos nas versões seguintes, ZETA permanece um pouco instável quando comparado a outros sistemas operacionais modernos desktop.
Mas talvez a prática mais criticado a yellowTAB era a sua tendência para fazer reivindicações que acabaram de ser ou meias verdades ou vagos o suficiente para que eles não pode ser confirmada. Não só yellowTAB anunciar certos desenvolvimentos que nunca se materializaram (como Java e ODBC, entre outros), mas também suportar certas capacidades além do que ZETA foi realmente capaz de (por exemplo, a compatibilidade com o MS Office). De acordo com fontes próximas à yellowTAB, se acredita que isto levou a uma alta taxa de retorno de clientes que compraram ZETA, o canal comercial de TV alemão RTL, a razão pela qual RTL eventualmente parou de vender o produto.
Outra questão que foi levantada pela comunidade BeOS é o fato de que magnussoft nunca lançou qualquer versão livre de encargos do Zeta.  Be Inc. se utilizado para oferecer BeOS Personal Edition gratuitamente, que foi de grande ajuda para aqueles que queriam testar BeOS. A falta de uma versão instalável semelhante pessonal do Zeta, seriamente confinado aos limites dos mais velhos da comunidade BeOS. No entanto, uma versão LiveCD, o que pode ser baixado do site ZetaOS, permitiu testar a compatibilidade de hardware e obter uma experiência de baixo custo. No entanto, as modificações introduzidas para tornar esta versão não-instalável, aleijado como uma potencial ferramenta de recuperação do sistema para BeOS/Zeta; os BFS (Be File System) não poderia montar uma partição BFS existente no disco rígido. Houve também uma edição para estudantes, o que poderia ser obtida, com o preço de 49 Euro, a partir do Zeta-OS.com.
| “ | Zeta não tinham direitos legais para distribuir o software BeOS, fonte muito menos aberto nada disso, como os rumores disso. [...] A principal razão que não tenha havido uma declaração pública anteriormente é que lidar com este assunto legalmente, na Alemanha, é um empreendimento caro e dada a quantidade aparentemente pequena de financiamento por trás do Zeta em suas várias formas - não só estar em uma posição de gastar dinheiro significativo e tempo legal para fazer um ponto. [...] Nós enviou "cesse e desista" cartas para YellowTab em várias ocasiões, que foram uniformemente ignorado. Se o Sr. Bernd Korz (Ex-CEO da yellowTAB) sente que possui uma licença legítima para o código BeOS ele está usando, nós estamos completamente cientes disso, e eu ficaria fascinado ao vê-lo produzir qualquer fundamento para essa alegação. | ” |
| — David Schlesinger, Director, Open Source Technologies. ACCESS Co., Ltd., http://www.bitsofnews.com/content/view/5498/44/ (2007-04-04) | |   |

— David Schlesinger, Diretor 